# Bargován
Bargován (comuna Bârgăuani) község Románia keleti részén, azon belül a moldvai Neamț megye dombvidékén található. A község tizenhárom kisebb településből áll: Bălănești, Bargován (Bârgăuani), Bráza (Breaza), Barátka (Baratca), Bahna Mare, Certieni, Chilia, Dârlăoaia, Ghelăești, Hârtop, Homiceni, Talpa (Talpa), Vlădiceni. A központ Bargován falu, mely több mint 1000 lakosával a község legnagyobb települése.
A lakosság többsége ortodox román, de Bargován, Bráza és Talpa falu népe jórészt a moldvai csángók északi, magyar eredetű csoportjához tartozik.

## Fekvése, földtana
A Karácsonkő–Románvásár közötti országút felénél található. A Moldvai-Szubkárpátok dombságban levő község, melytől északra és keletre a Moldva folyó, valamint a Szeret, délre a Beszterce folyik. Nyugatra az Esztena-hegység 1000 méternél magasabb gerince áll.
Altalaját miocén homokkő, konglomerátum, agyag és márga alkotja. A felszínen lösz, hordalék, degradált csernozjom és barna erdőtalaj található.

## Demográfiai adatok
Az utolsó hivatalos népszámlálás szerint (2011-ben) a község lakossága 3437 fő[forrás?], mind román nemzetiségű. A főként Bargovánban, kisebb számban Bráza és Talpa faluban élő római katolikusok (1258 fő, a lakosság 36,6%-a) valószínűleg északi csángók, akik 13–14. századi magyar katonai telepítés eredményeként kerültek Moldvába. Nyelvükben mára teljesen elrománosodtak, az utolsó magyarul beszélő idősek az ezredfordulót követő években hunytak el. Az ortodox vallásúak száma 2175 fő, a lakosság 63,3%-a.
|           | 0–14 éves férfiak | 0–14 éves nők | 15–59 éves férfiak | 15–59 éves nők | 60+ éves férfiak | 60+ éves nők |
| --------- | ----------------- | ------------- | ------------------ | -------------- | ---------------- | ------------ |
| fő:       | 414               | 371           | 1106               | 973            | 575              | 800          |
| százalék: | 9,76              | 8,75          | 26,09              | 22,95          | 13,56            | 18,87        |

2002-ben 4239, 2007-ben 4167, a 2011-es népszámlálás szerint 3437[forrás?] lakosa volt a községnek, kik közül 1258 római katolikus vallású.

## Gazdaság
A fő megélhetési forrás ma is a mezőgazdaság. A község külterülete 5580 ha, melynek nagy része szántó. A jobb megélhetést kereső fiatalok Dél-Európába telepednek át, elsősorban Olaszország, Spanyolország nagyvárosaiba. Ez a legfőbb oka az egy évtized alatt bekövetkezett 800 fős (közel 20 százalékos) népességfogyásnak.

## Bargován község települései
- Bahna Mare
- Bălănești
- Barátka (Baratca) - temploma ortodox, de csángók is lakják
- Bargován (Bârgauani)
- Bráza (Breaza) - csángók is lakják
- Certieni
- Chilia
- Dârloaia
- Ghelăiești
- Hârtop
- Homiceni - temploma ortodox, de csángók is lakják
- Talpa (Talpa) - katolikus és ortodox temploma is van
- Vlădiceni

## Lásd még
- csángók
- moldvai csángók